# Centralny Ośrodek Badania Odmian Roślin Uprawnych
Centralny Ośrodek Badania Odmian Roślin Uprawnych, COBORU – państwowa osoba prawna działająca w formie agencji wykonawczej. Pełni funkcje związane z nasiennictwem oraz prawną ochroną odmian roślin uprawnych.
Ma siedzibę w Słupi Wielkiej.

## Dyrektor
Prof. dr hab. inż. Henryk Bujak

## Zadania
Do podstawowych zadań statutowych Centralnego Ośrodka Badania Odmian Roślin Uprawnych należy:
- prowadzenie krajowego rejestru odmian,
- prowadzenie księgi ochrony wyłącznego prawa do odmiany,
- tworzenie metodyk badania i oceny odrębności, wyrównania i trwałości (OWT) odmian z uwzględnieniem wytycznych Wspólnotowego Urzędu Ochrony Odmian Roślin (CPVO) oraz Międzynarodowego Związku Ochrony Nowych Odmian Roślin (UPOV),
- tworzenie metodyk badania i oceny wartości gospodarczej (WGO),
- prowadzenie badań w zakresie odrębności, wyrównania i trwałości oraz wartości gospodarczej odmian w celu ich rejestracji lub przyznawania hodowcom wyłącznego prawa do odmian,
- wyrażanie zgody na obrót materiałem siewnym z przeznaczeniem na prowadzenie testów i doświadczeń polowych odmian przyjętych do badań urzędowych,
- prowadzenie badań wartości gospodarczej odmian roślin warzywnych i sadowniczych po ich wpisaniu do krajowego rejestru, w celu sporządzania list opisowych odmian,
- koordynacja i realizacja porejestrowego doświadczalnictwa odmianowego,
- publikowanie Diariusza Centralnego Ośrodka,
- publikowanie list odmian roślin rolniczych i warzywnych oraz roślin sadowniczych,
- publikowanie list opisowych odmian oraz wyników porejestrowego doświadczalnictwa odmianowego,
- publikowanie list odmian zalecanych do uprawy na terenie województwa we współpracy z samorządami województw i izbami rolniczymi,
- współpraca z jednostkami rejestrowymi krajów członkowskich UE oraz ze Wspólnotowym Urzędem Ochrony Odmian Roślin (CPVO),
- współpraca z organami Międzynarodowego Związku Ochrony Nowych Odmian Roślin (UPOV) w zakresie badań OWT odmian oraz w zakresie wdrażania postanowień Konwencji UPOV na obszarze RP,
- notyfikacje do Komisji Europejskiej i krajów członkowskich UE danych związanych z rejestracją odmian,
- współpraca z Państwową Inspekcją Ochrony Roślin i Nasiennictwa (PIORiN),
- współpraca z samorządami województw i samorządem rolniczym w zakresie porejestrowego doświadczalnictwa odmianowego,
- współpraca z organizacjami i instytucjami w zakresie hodowli roślin i nasiennictwa,
- wykonywanie innych zadań wynikających z ustawy z dnia 9 listopada 2012 r. o nasiennictwie (Dz.U. z 2021 r. poz. 129) i ustawy z dnia 26 czerwca 2003 r. o ochronie prawnej odmian roślin (Dz.U. z 2021 r. poz. 213).